# 清少納言枕草紙抄
『清少納言枕草紙抄』（せいしょうなごんまくらのそうししょう）とは、江戸時代に書かれた『枕草子』の注釈書。全十五巻。

## 解説
延宝2年（1674年）5月の刊行。『枕草子抄』、『清少納言万歳抄』とも称す。著者名はないが、加藤磐斎の著作に間違いないとされている。底本は能因本系統で、『枕草子』全文にわたる詳細な注釈としては、現存最古のもの。

## 刊行本
- 『加藤磐斎古注釈集成』第二巻 新典社、1985年 ※影印本
- 『国文学註釈叢書』第二巻 名著刊行会、1929年
- 『清少納言枕草紙抄』（『日本文学古註釈大成 枕草子古註釈大成』） 日本図書センター、1978年